# Ернст Вебер
Ернст Хайнрих Вебер (на немски: Ernst Heinrich Weber) е германски лекар и психолог, считан за един от основателите на експерименталната психология. Оказва огромно влияние в областта на физиологията и психологията през целия си живот. Неговите изследвания върху усещане и докосване дават път на нови направления и области на изследване за бъдещите психолози, физиолози и анатоми.

## Биография
Роден е на 24 юни 1795 година в Витенберг, Саксония, Свещена Римска империя. Син е на Михаел Вебер, професор по теология в Университета на Витенберг и брат на Вилхелм и Едуард Вебер. Завършва средно училище в Майсен и започва да следва медицина в Университета на Витенберг (1811). През 1815 г., получава медицинска степен от Лайпцигския университет. След края на Наполеоновите войни Вебер е принуден да се премести от Витенберг. Става асистент в медицинска клиника в Лайпциг през 1817 г. и след това професор по сравнителна анатомия през 1818 г. в университета в Лайпциг. Този пост заема в продължение на много години, като към края на живота си става професор по психология. Оттегля се от Лайпцигския университет през 1871 г.
Първият директен принос на Вебер към психологията идва през 1834 г., когато се опитва да опише усещането за допир. Заедно с брат си Вилхелм написват книга за вълновата теория и плавност.
Умира на 26 януари 1878 година в Лайпциг на 82-годишна възраст.